# Philips (Weert)
Philips-Weert is een voormalige Philipsvestiging in de Nederlandse stad Weert, die zich bevond aan Industriekade 44.

## Geschiedenis
Deze fabriek werd in 1960 in gebruik genomen en was de eerste door Philips gebouwde Nederlandse gloeilampenfabriek buiten Eindhoven. Philips bezat overigens al 35 gloeilampenfabrieken in het buitenland en had in Nederland meerdere gloeilampenfabrieken overgenomen zoals Splendor, Pope en Volt.
In 1968 kwam in Eindhoven een einde aan de gloeilampenproductie. Philips-Weert produceerde aanvankelijk standaard gloeilampen terwijl later steeds meer speciale lampen vervaardigd zoals infraroodlampen. Vanaf 2002 werden ook kwiklampen geproduceerd. In 2007 werd de fabriek gesloten. De gebouwen werden uiteindelijk gesloopt.
Op het hoogtepunt van het bedrijf werkten er 998 mensen bij Philips-Weert, dat daarmee een der grootste werkgevers van Weert was. Door de sluiting verloren 250 mensen hun baan. De productie van gloeilampen ging naar lagelonenlanden zoals China en in Maarheeze werd een deel van de productie van speciale lampen ondergebracht. 